# إدي موراي
إدي موراي (بالإنجليزية: Eddie Murray)‏ (و. 1956  م) هو لاعب كرة قدم أمريكية كندي، ولد في هاليفاكس، مركز لعبه هو مسدد ‏.

## التعليم
تعلم في جامعة تولين.

## روابط خارجية
- إدي موراي على موقع مرجع كرة القدم المحترفة.كوم (الإنجليزية)